# أوله غونار سولشار
أوله غونار سولشار (بالنرويجية: Ole Gunnar Solskjær) (لفظ نرويجي: [ˈûːlə ˈɡʉ̂nːɑr ˈsûːlʂæːr]  ( استمع)؛ من مواليد 26 فبراير 1973)، هو مدرب كرة قدم نرويجي محترف ولاعب سابق، وهو المدرب السابق مانشستر يونايتد.
بدأ مسيرته الكروية مع نادي كلاوسننغين في عام 1990، ولعب معهم حتى عام 1994، وفي عام 1994 انتقل إلى نادي مولده، ولعب معهم حتى عام 1996، وشارك معهم في 42 مباراة وسجل 31 هدف، ومنذ عام 1996 وهو يلعب مع نادي مانشستر يونايتد الإنجليزي. و قد بدأ باللعب مع منتخب النرويج لكرة القدم في عام 1995، إلى أن اعتزل في عام 2007.

## مسيرته التدريبية

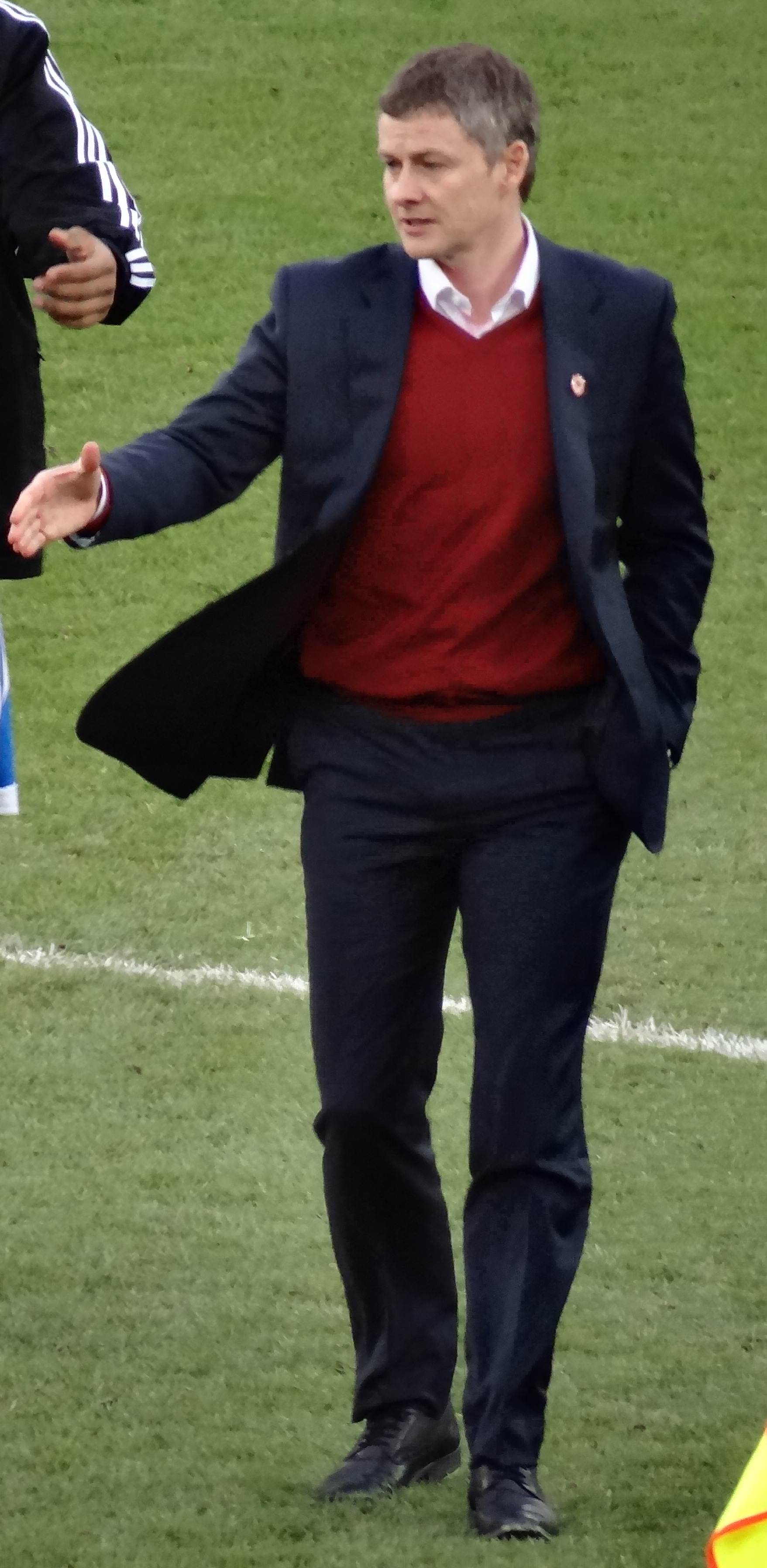
أوله غونار سولشار أثناء تدريب كارديف سيتي

### مانشستر يونايتد
بدأ مسيرته التدريبية في 2008 كمدرب لشباب نادي مانشستر يونايتد، ثم تدرج مع عدة فرق خلال 10 سنوات. في عام 2018، تم تعيينه كمدرب مؤقت لمانشستر يونايتد خلفًا للمقال جوزيه مورينيو، حتى نهاية موسم 2018–19. في 28 مارس 2019، وبعد تحقيق 14 فوز في 19 مباراة، وقع سولشار على عقد يمتد لثلاث سنوات كمدير فني للفريق. جددت إدارة مانشستر يونايتد عقد سولشار حتى عام 2024، يوم 24 يوليو 2021.
في 21 نوفمبر 2021، بعد يوم من الخسارة ضد واتفورد 4–1، أعلن مانشستر يونايتد عن مغادرة سولشار منصبه كمدرب للفريق.

## روابط خارجية
- أوله غونار سولشار على موقع IMDb (الإنجليزية)
- أوله غونار سولشار على موقع قاعدة بيانات الفيلم (الإنجليزية)
- أوله غونار سولشار على موقع الاتحاد الدولي (مؤرشف)  (الإنجليزية)
- أوله غونار سولشار على موقع الاتحاد الأوربي (الإنجليزية)
- أوله غونار سولشار على موقع اتحاد النرويج (النرويجية)
- أوله غونار سولشار على موقع قاعدة بيانات كرة القدم.إي يو (الإنجليزية)
- أوله غونار سولشار على موقع ليكيب (الفرنسية)
- أوله غونار سولشار على موقع ناشيونال فوتبول تيمز (الإنجليزية)
- أوله غونار سولشار على موقع Soccerbase.com (لاعب) (الإنجليزية)
- أوله غونار سولشار على موقع Soccerbase.com (مدرب) (الإنجليزية)
- أوله غونار سولشار على موقع Soccerway.com (الإنجليزية)
- أوله غونار سولشار على موقع عالم كرة القدم.نت (الإنجليزية)